# 9381 Lyon
9381 Lyon (1993 RT19) là một tiểu hành tinh vành đai chính được phát hiện ngày 15 tháng 9 năm 1993 bởi H. Debehogne và E. W. Elst ở Đài thiên văn Nam Âu.